# Pfarrkirche St. Martin in der Wart

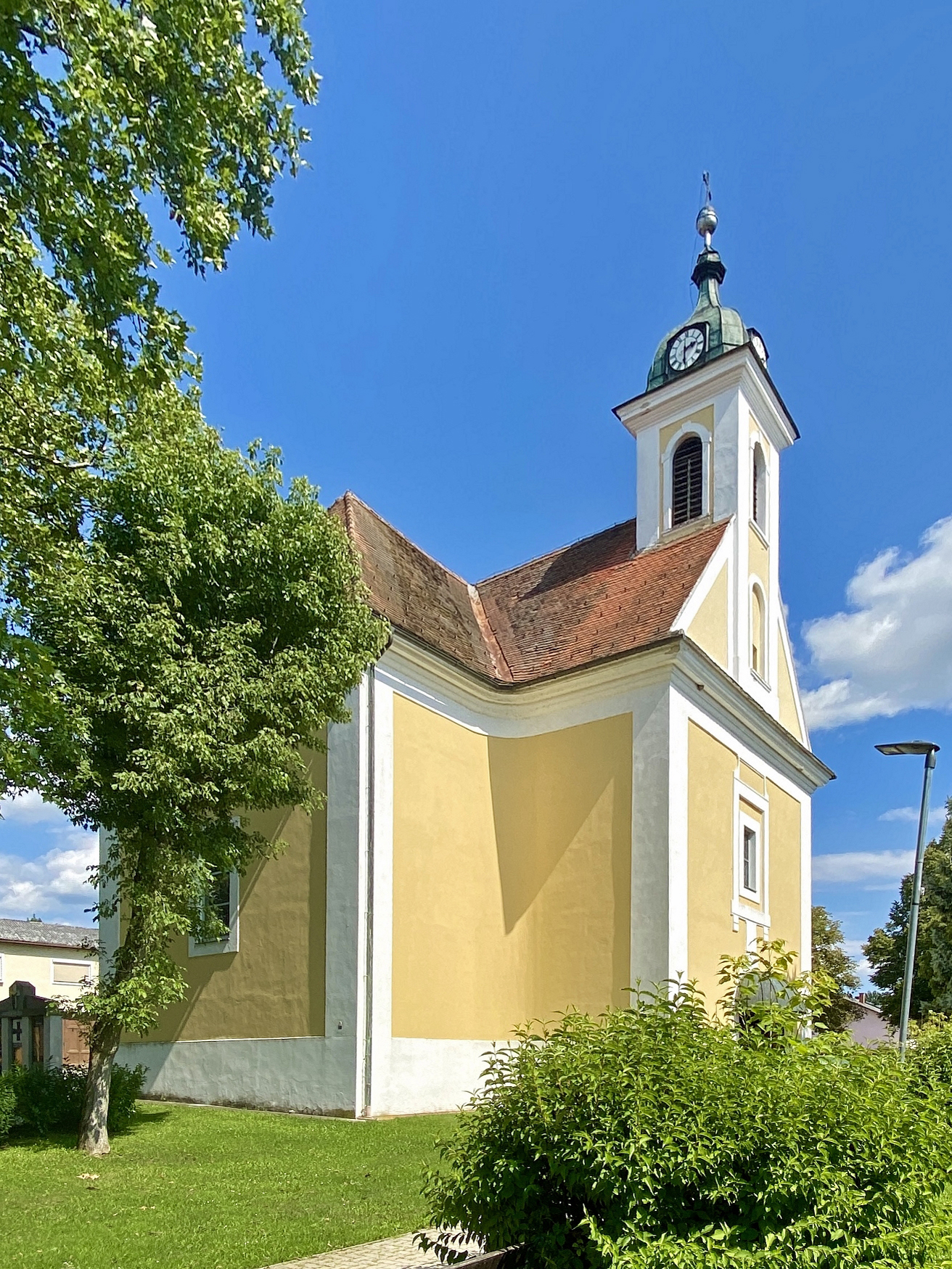
Katholische Pfarrkirche hl. Martin in St. Martin in der Wart

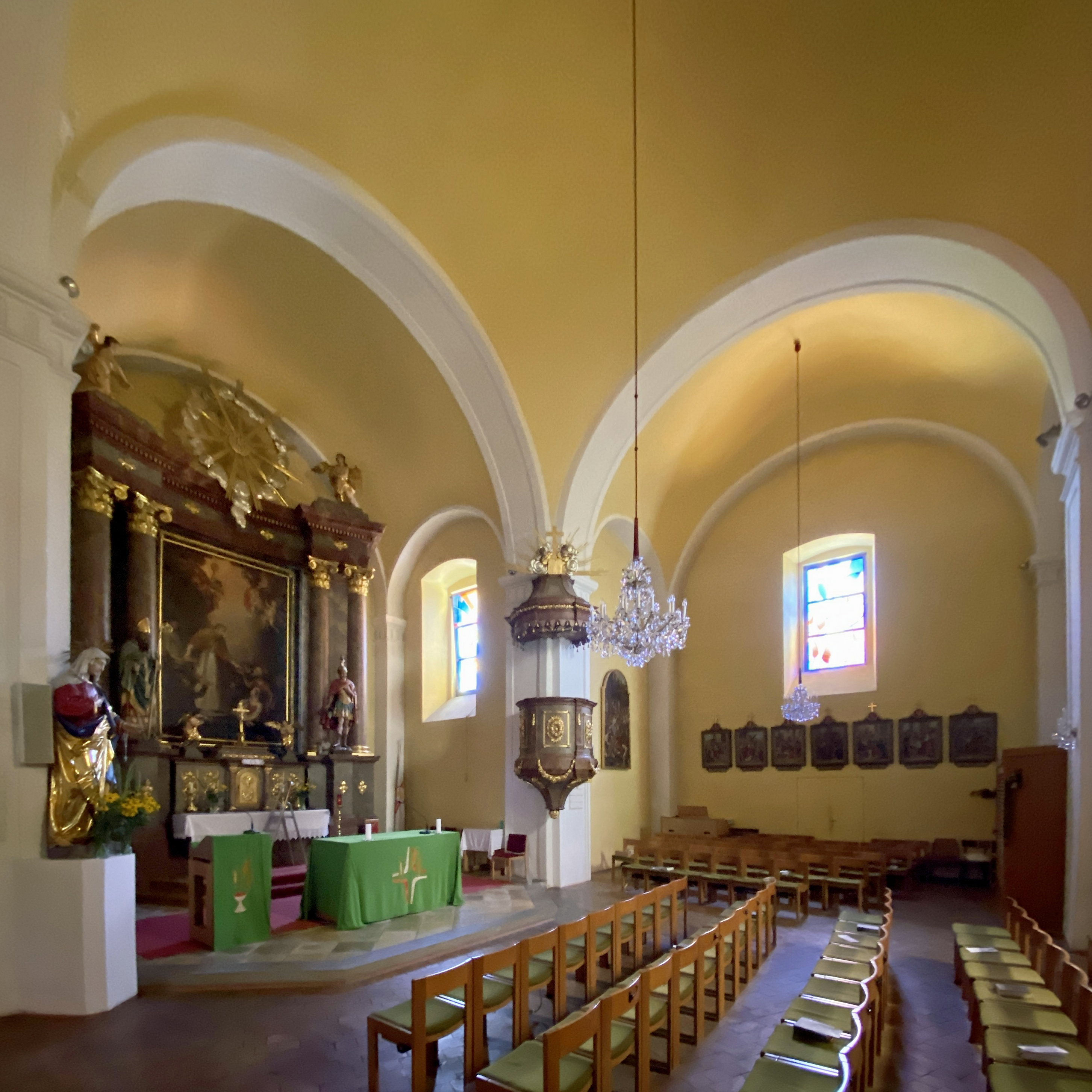
Innenraum der Pfarrkirche St. Martin in der Wart

Die römisch-katholische Pfarrkirche St. Martin in der Wart steht in Ortschaft St. Martin in der Wart der Gemeinde Oberwart im Bezirk Oberwart im Burgenland. Sie ist dem heiligen Martin geweiht und gehört zum Dekanat Pinkafeld in der Diözese Eisenstadt. Das Bauwerk steht unter Denkmalschutz (Listeneintrag).

## Lagebeschreibung
Die Kirche steht am östlichen Ortsausgang der Ortschaft St. Martin in der Wart.

## Geschichte
Bereits vor 1697 wurde die Pfarre gegründet. Die heutige Kirche wurde in den Jahren 1795 bis 1798 errichtet. 1871 wurde sie innen restauriert und 1897 erfolgte eine Außenrenovierung. In den Jahren 1971 und 1972 erfolgte eine Gesamtrenovierung.

## Kirchenbau
Kirchenäußeres
Die Kirche ist ein kleiner Zentralbau über einem kreuzförmigen Grundriss. Über der westlichen Giebelfassade ist ein kleiner Turm mit einem glockenförmigen Turmhelm.
Kircheninneres
Das Mitteljoch ist unter einem quadratischen, die Kreuzarme unter rechteckigen Platzlgewölben. Die Orgelempore sowie die Sakristei wurden im Jahr 1971 abgetragen.

## Ausstattung
Der klassizistische Hochaltar stammt vom Ende des 18. Jahrhunderts. Das Altarbild zeigt den heiligen Martin als Bischof. Das Bild ist mit „Dachmayr, Wienn, pinxit 1797“ signiert. Es wurde 1797 gemalt und 1871 von F. Rath restauriert. Das Bild wird von zwei Figuren vor Doppelsäulen flankiert. Die Figuren aus der zweiten Hälfte des 19. Jahrhunderts stellen die Heiligen Florian und Augustinus dar. Die Kanzel mit Zopfdekor wurde 1798 gebaut und 1897 restauriert. Im westlichen Kreuzarm hängt ein bemerkenswertes Ölbild, das die „Auffindung des Kreuzes durch Kaiserin Helena“ darstellt. Es wurde Mitte des 17. Jahrhunderts gemalt und 1972 restauriert. Es wurde um 1700 aus der Pfarrkirche Vorau entfernt und durch das Stift Vorau an die Pfarre in St. Martin verschenkt. Über der Sakristeitür ist eine Ölbild des heiligen Martin von F. Rath. Es wurde 1878 gemalt.